# Johannes Semper

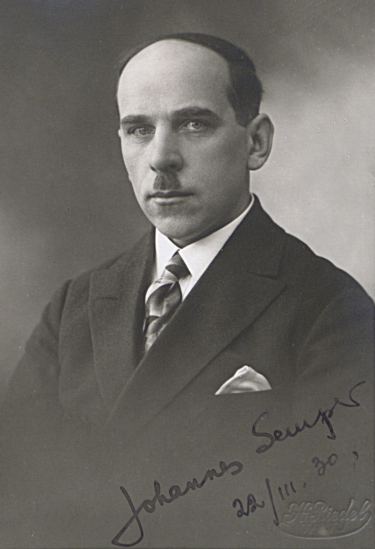
Johannes Semper w 1930 roku

Johannes Semper (ur. 22 marca 1892 w Tuhalaane, zm. 1970) – estoński pisarz, badacz literatury, polityk, tłumacz. Autor tekstu do Hymnu Estońskiej Socjalistycznej Republiki Radzieckiej.

## Życiorys
Urodził się 22 marca 1892 w Tuhalaane. Jego ojcem był nauczyciel. Ukończył germanistykę i romanistykę na uniwersytecie w Petersburgu. Od 1911 do 1917 związany był z ruchem literackim Młoda Estonia. W latach 1914–1915 pełnił funkcję nauczyciela w gimnazjum w Parnawie. W 1915 studiował architekturę w Rydze. Od 1917 do 1920 związany był z grupą literacką Siuru, a następnie, od 1921 do 1922 – Tarapita.  W następnych latach przebywał w Rosji, Berlinie i Paryżu. Następnie studiował literaturę na uniwersytecie w Tartu. Studia ukończył w 1928. Od 1930 do 1940 był redaktorem pisma "Looming".
Po aneksji Estonii przez Związek Radziecki w 1940, Semper stał się członkiem sowieckiego rządu, pełniąc funkcję ministra edukacji w latach 1940-1941. W latach 1944–1946 pełnił funkcję prezesa Związku Pisarzy Estońskiej Socjalistycznej Republiki Radzieckiej. Był autorem słów do hymnu Estońskiej Socjalistycznej Republiki Radzieckiej.
W latach 50. Semper padł ofiarą represji, jakie spotykały środowisko literackie. Oskarżany był o bycie wrogiem ludu i literatury sowieckiej oraz o burżuazyjny formalizm; w wyniku tych oskarżeń hymn Estońskiej SRR można było od tego momentu wykonywać wyłącznie w wersji instrumentalnej, bez tekstu.

## Wybrana twórczość

### Poezja
- Pierrot (1917)
- Ślady na piasku (1919)
- Rytmy z morskiego brzegu (1922)
- Pięcioma zmysłami (1926)
- Słońce w rynsztoku (1930)
- Wietrzne koło (1936)

### Proza
- Chiński łańcuch (zbiór opowiadań, 1919)
- Przęsła mostowe (zbiór opowiadań, 1927)
- Eleonora (zbiór opowiadań, 1927)
- Zazdrość (powieść, 1936)
- Kamień na kamieniu (powieść, 1939)
- Czerwone goździki (powieść, 1955)

### Inne
Ponadto Semper był też autorem książek reportażowych (m.in. Wzdłuż i wszerz po Europie, 1936, Pod krzyżem Południa, 1937) i dramatów (m.in. Przełom, 1944). Napisał też zbiór esejów Analiza wątków ludowych pieśni ludowych w Kalevipoegu (1924) oraz przekładał literaturę obcą, w tym m.in. Dantego, Boccacia i Victora Hugo.